# オーバーラップ文庫大賞
オーバーラップ文庫大賞（オーバーラップぶんこたいしょう）とは、オーバーラップが主催するライトノベルの公募新人文学賞である。

## 概要
作品募集は年2回（第1ターン・第2ターン）に分けて行われ、それぞれのターンから佳作が選出され、さらに両ターンの佳作の中から大賞・金賞・銀賞が選出される。受賞作品はオーバーラップ文庫より刊行される。
賞金は大賞が300万円、金賞は100万円、銀賞は30万円、佳作は10万円。
なお、全ての応募作品に対して作品の評価シートが送られることが特徴である。

## 歴史
2012年12月にオーバーラップ文庫の創刊が発表されると同時に、それに先駆け本文学賞の前身である「オーバーラップ文庫キックオフ賞」の募集が開始された。「オーバーラップ文庫大賞」としての第1回の募集は2013年に開始された。
第10回にて金賞受賞者からの連絡を担当編集者が約一年間無視し、編集長がさらに嘘を重ねたことによって受賞者より書籍化を拒否されるにいたった。
キックオフ賞および第4回以降の選考員はオーバーラップ文庫編集部であるが、第1回から第3回までは以下のゲスト選考員も参加していた。
第1回（2013年）
十文字青、橘ぱん、錦織博、弓弦イズル
第2回（2014年）
十文字青、森田季節、錦織博、サイトウケンジ
第3回（2015年）
十文字青、錦織博、サイトウケンジ

## 入賞作品一覧
斜字は未刊行作品。（）内は刊行時。
| 回数                    | 応募作 総数 | 賞     | タイトル （刊行時表題） | 著者 （刊行時筆名）       | 出典   |
| ----------------------- | ----------- | ------ | --- | ------------------------- | ------ |
| キックオフ賞 （2012年） | 313         | 大賞   | 該当作なし |                           | [ 4 ]  |
| キックオフ賞 （2012年） | 313         | 金賞   | ろりてぃっしゅ・かるてっと！ （きんいろカルテット！） | 遊歩新夢                  | [ 4 ]  |
| キックオフ賞 （2012年） | 313         | 銀賞   | 秋葉原ダンジョン冒険奇譚 | 中野空眠 （中野くみん）   | [ 4 ]  |
| キックオフ賞 （2012年） | 313         | 銀賞   | 幸運の魔導戦隊 （白き煌王姫と異能魔導小隊＜チート・フォース＞） | 桐生恭丞                  | [ 4 ]  |
| キックオフ賞 （2012年） | 313         | 特別賞 | 魔王が多すぎる世の中に告げる！ （魔王が多すぎる世の中に告げる） | 甘宇井百 （甘宇井白一）   | [ 4 ]  |
| キックオフ賞 （2012年） | 313         | 特別賞 | 機巧美神ダブルイクス （閃虹の機巧美神＜ダブルイクス＞） | 来栖宍                    | [ 4 ]  |
| 第1回 （2013年）        | 1433        | 金賞   | コートボニー教授の永続魔石 | J. I. A （桜山うす）      | [ 5 ]  |
| 第1回 （2013年）        | 1433        | 銀賞   | STAЯ[D]UST OCЁAN （フルブレイド・イグニッション） | GIRA                      | [ 5 ]  |
| 第1回 （2013年）        | 1433        | 佳作   | 俺のバイト先は悪の組織 （悪役、はじめました） | 千輝紅葉                  | [ 5 ]  |
| 第1回 （2013年）        | 1433        | 佳作   | もう恋なんてしたくない （彼女とフラグを立てる100の方法） | 輝待時                    | [ 5 ]  |
| 第2回 （2014年）        | 1096        | 金賞   | 迷宮（）アドミニストレーター・勤務地は異世界迷宮! （最強ゲーマー、異世界にて実況プレイ中）                                                                                         | 結城忍                    | [ 6 ]  |
| 第2回 （2014年）        | 1096        | 銀賞   | 刻むフィナルフィスト （君から受け継ぐ英雄系譜） | 熱拳タイマン （熱井拳也） | [ 6 ]  |
| 第2回 （2014年）        | 1096        | 銀賞   | 魔王な俺と花嫁候補な美姫たち （戦華の舞姫 戦華ノ姫君ハ汚レナイ） | 岸根紅華                  | [ 6 ]  |
| 第2回 （2014年）        | 1096        | 特別賞 | 漆銀の✝KAMIYA✝ （ガンズバースト・オンライン） | 星崎梓                    | [ 6 ]  |
| 第3回 （2015年）        | 743         | 金賞   | 聖騎士さんすごいですね！ それほどでもない！ 〜魔王との最後の戦いに敗れた結果、世界に平和が訪れ、俺は高校生になっていたんだが！？ うっ、頭が……〜 （最強聖騎士のチート無し現代生活） | 小幡京人                  | [ 7 ]  |
| 第3回 （2015年）        | 743         | 特別賞 | ユリア・カエサルは一日にして英雄ならず （ユリア・カエサルの決断） | 遠藤遼                    | [ 7 ]  |
| 第3回 （2015年）        | 743         | 特別賞 | クラークマン・アウトメモリー （アイレスの死書） | 蓮見 （蓮見景夏）         | [ 7 ]  |
| 第4回 （2016年）        | 666         | 金賞   | 比翼勇者のノー・モア・エクスカリバー | 夜宮鋭次郎                | [ 8 ]  |
| 第4回 （2016年）        | 666         | 金賞   | そして変わりゆく兵士達 〜〜『村人A』が銃を取る時代になったら〜〜 （村人Aと帝国第七特殊連隊）                                                                                       | R・二村 （二村ケイト）    | [ 8 ]  |
| 第4回 （2016年）        | 666         | 銀賞   | 僕は彼女の奴隷になりました （もののけスレイブ！） | 山口五日                  | [ 8 ]  |
| 第4回 （2016年）        | 666         | 特別賞 | アマデウスの残り灯 （アマデウスの残り灯 無欲の不死者と退屈な悪神） | 志賀龍亮                  | [ 8 ]  |
| 第5回 （2017年）        | 541         | 金賞   | 可憐な彼女のファイアーボール （異世界召喚された俺がHできない理由） | 孝太 （大城功太）         | [ 9 ]  |
| 第5回 （2017年）        | 541         | 銀賞   | 灯月くんの受難 （女神さま降臨!=非日常だと思った？） | haku （白河勇人）         | [ 9 ]  |
| 第5回 （2017年）        | 541         | 特別賞 | 凌辱未遂の新魔王 （ちょっぴりエッチで変態なお姫さまは好きですか？） | お魚1号                   | [ 9 ]  |
| 第6回 （2018年）        | 540         | 金賞   | ソシャゲが好きで何が悪い！〜命薫高校ソシャゲ部の奮闘〜 （弱小ソシャゲ部の僕らが神ゲーを作るまで）                                                                                  | 紙木 （紙木織々）         | [ 10 ] |
| 第6回 （2018年）        | 540         | 銀賞   | 蒼空と黒鉄の境界で （アガートラムは蒼穹を撃つ） | 山口隼                    | [ 10 ] |
| 第6回 （2018年）        | 540         | 銀賞   | サイコパスガール イン ヤクザランド | 木質                      | [ 10 ] |
| 第6回 （2018年）        | 540         | 特別賞 | トラック受け止め異世界転生ッッッッッ！！！！！熱血武闘派高校生ワタルッッッッッ！！！！！ （トラック受け止め異世界転生ッ！熱血武闘派高校生ワタルッッ！！）                          | しもっち                  | [ 10 ] |
| 第7回 （2019年）        | 512         | 金賞   | 魔導書作家になれますか？ （星詠みの魔法使い） | 六海刻羽                  | [ 11 ] |
| 第7回 （2019年）        | 512         | 銀賞   | アオハルが征く！ （今日から彼女ですけど、なにか?） | 満屋ランド                | [ 11 ] |
| 第7回 （2019年）        | 512         | 銀賞   | Re:RE （Re:RE-リ：アールイー-） | 中島リュウ                | [ 11 ] |
| 第8回 （2020年）        | 595         | 金賞   | 暗殺者は黄昏に笑う | メグリくくる              | [ 12 ] |
| 第8回 （2020年）        | 595         | 銀賞   | おバカな先輩とカメラと後輩 （カメラ先輩と世話焼き上手な後輩ちゃん） | 美月麗                    | [ 12 ] |
| 第8回 （2020年）        | 595         | 銀賞   | たとえ夜を明かすのに幾億の剣戟が必要だとしても （幾億もの剣戟が黎明を告げる） | 御鷹穂積                  | [ 12 ] |
| 第9回 （2021年）        | 595         | 金賞   | スペル＆ライフズ〜一億分の妹に出会うまで〜 （スペル&ライフズ 恋人が切り札の少年はシスコン姉妹を救うそうです）                                                                      | 十利ハレ                  | [ 13 ] |
| 第9回 （2021年）        | 595         | 銀賞   | かみつら （かみつら〜島の禁忌を犯して恋をする、俺と彼女達の話〜） | 北条新九郎                | [ 13 ] |
| 第9回 （2021年）        | 595         | 銀賞   | 白銀のヒーローソウル （落ちこぼれから始める白銀の英雄譚） | 鴨山兄助                  | [ 13 ] |
| 第10回 （2022年）       | 655         | 金賞   | 蒼い海の小覇王 | 虎鵺鶫                    | [ 14 ] |
| 第10回 （2022年）       | 655         | 金賞   | これが「恋」だと言うのなら、誰か「好き」の定義を教えてくれ。 | 北条連理                  | [ 14 ] |
| 第10回 （2022年）       | 655         | 銀賞   | 禁忌図書館の死神天使 （最強守護者と叡智の魔導姫 死神の力をもつ少年はすべてを葬り去る）                                                                                             | 安居院晃                  | [ 14 ] |
| 第10回 （2022年）       | 655         | 銀賞   | 魔法の警部ファンシーマリリン 証拠がなくても即逮捕！ （魔法警察ファンシー☆マリリン 〜証拠がなくても即逮捕！〜）                                                                     | やますやま                | [ 14 ] |
| 第11回 （2023年）       | 717         | 金賞   | フェアリーメイド （フェアリーメイド 傷だらけの妖精職人と壊れかけの人工妖精） | 澤松那函                  | [ 15 ] |
| 第11回 （2023年）       | 717         | 金賞   | ソルジャーメイド・シスターフッド （異界掃滅のソルジャーメイド 死にぞこないの天才と異端の決死兵）                                                                                   | 河鍋鹿島                  | [ 15 ] |
| 第11回 （2023年）       | 717         | 銀賞   | 異世界で吸血鬼になった俺が普通の高校生活を送るのは、どうやら難しいようです （最強の吸血鬼は普通に生きたい 異世界で王となった吸血鬼、現代に帰還する）                               | 浦田阿多留                | [ 15 ] |
| 第11回 （2023年）       | 717         | 銀賞   | 俺は学園頭脳バトルの演出家！ （俺は学園頭脳バトルの演出家！ 〜遅れてやってきた最強転校生は、美少女メイドを引き連れて学園を無双するそうです〜）                                     | 片沼ほとり                | [ 15 ] |